# 泰國—肯亞關係
泰国－肯尼亚关系是指泰王国和非洲国家肯尼亚共和国之间的双边关系。兩國均為不結盟運動、77國集團成員國。

## 政治交流
泰国与肯尼亚于1967年7月25日建立外交关系，此后两国关系良好发展，高层互访不断。20世纪70年代，泰国实施“新外交政策”后，致力于加强与包括肯尼亚在内的非洲国家之双边关系。此後兩國關係也得到了進一步的發展。
1990年，泰国朱拉蓬公主出访肯尼亚，并出席了聯合國環境規劃署治理理事會會議。
2003年3月，詩琳通公主在訪問坦桑尼亞之前應聯合國難民署的邀請對肯尼亞進行了私人訪問。
2010年4月，肯尼亚总统姆瓦伊·齐贝吉访问泰国，并得到了泰国总理阿披实·威差奇瓦的接见。

### 外交机构
1978年，泰国政府在内罗毕建立大使馆，尚兼辖泰国在乌干达、埃塞俄比亚、坦桑尼亚、布隆迪、卢旺达、塞舌尔、科摩罗、刚果民主共和国、南苏丹、索马里等国家的相关事务。
1992年，肯尼亚在曼谷开设领事馆，2006年，升格为大使馆，为肯尼亚在东南亚的第二个大使馆，尚兼辖肯尼亚在越南、老挝、柬埔寨与缅甸的相关事务。

## 旅行与簽證

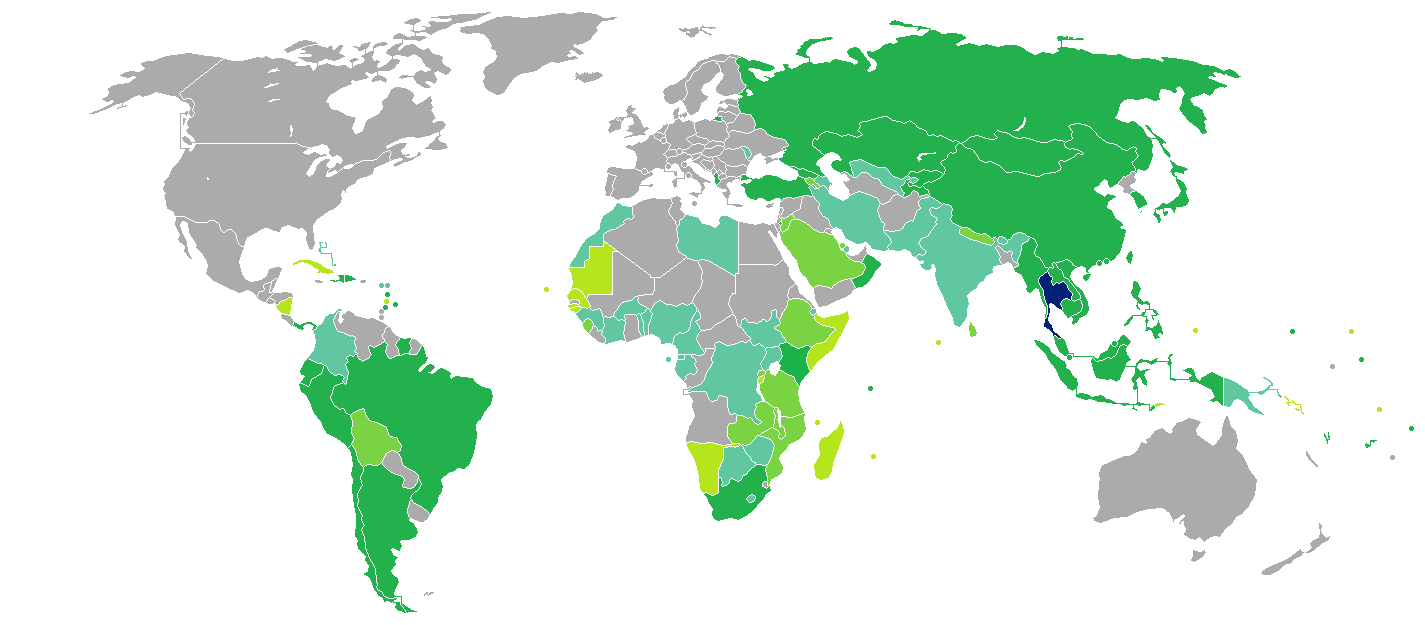
持泰國護照的泰國公民簽證要求分布圖：入境肯亞可以電子簽證。

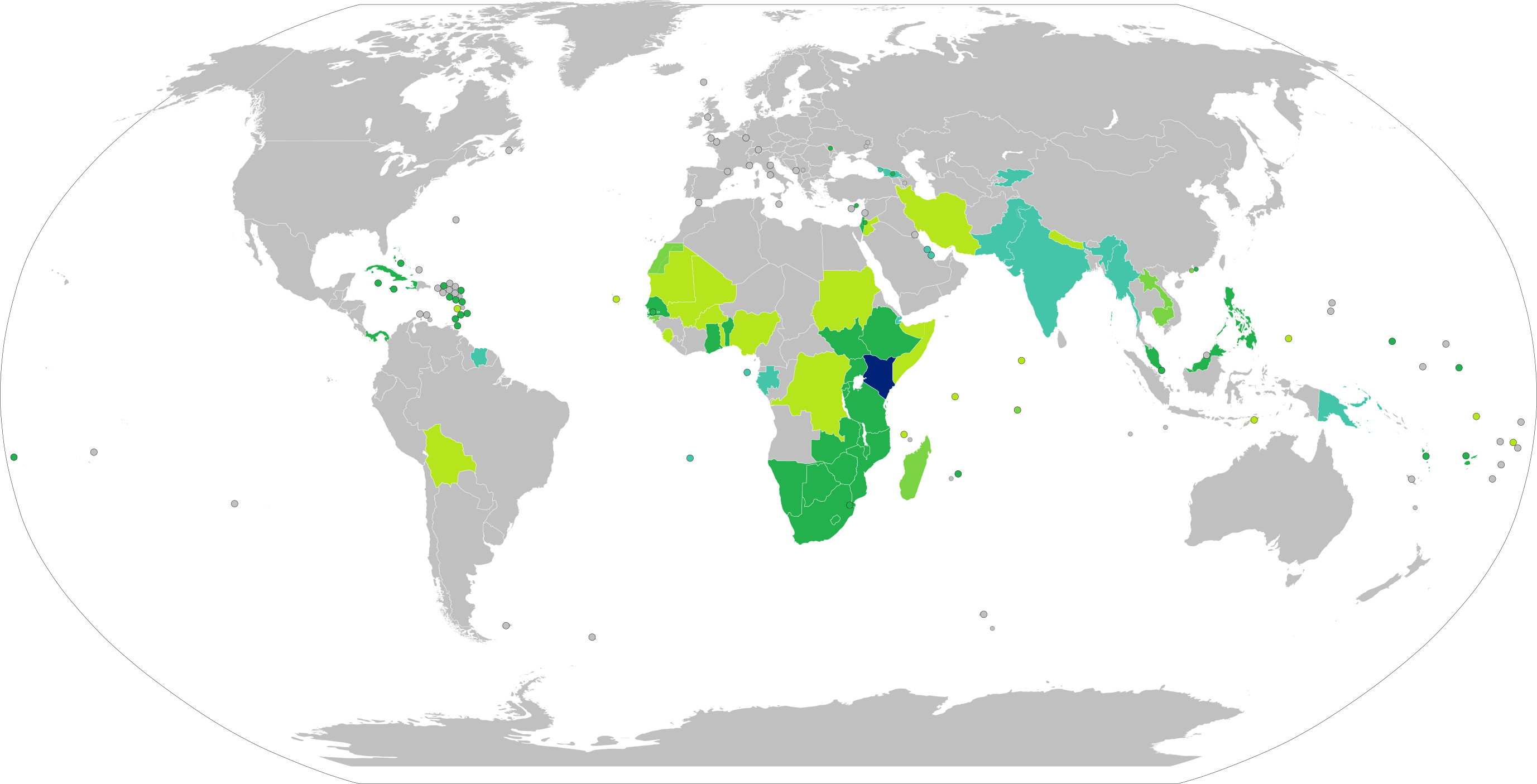
持肯亞護照的肯亞人口簽證要求分布圖：入境泰国需要簽證。

两国公民皆需申请签证方可入境对方国家，持泰國護照的泰國公民可以可以電子簽證的方式入境肯亞，先至肯亞政府網站註冊個人帳號、填寫資料及繳費，列印後於入境時出示。
持肯亞護照的肯亞公民可以前往泰国驻肯尼亚大使馆申领签证，因肯尼亚地处黃熱病疫区，入境泰國時亦必须出示國際接種證明書方可入境泰国。

## 经济关系

### 经贸交流
据經濟複雜性研究中心统计，2020年，泰国向肯尼亚出口总额达1.62亿美元，主要出口汽车及其零部件、橡胶制品等工业产品及大米等农产品。肯尼亚向泰国出口了2040万美元，主要向泰国出口碳酸盐、钛矿等原物料产品。

## 交通

### 航空

#### 客運
两国间有直航航班：
| 泰國         |                    |
| ------------ | ------------------ |
| 曼谷蘇凡納布 | 内罗毕（肯亞航空） |